# Фатахилла
Фатахилла (индон. Fatahillah, араб. فتح الله‎) — индонезийский военачальник, служивший в первой половине XVI века правителям Демака и Бантама. Национальный герой Индонезии. Считается основателем Джакарты.
По некоторым данным, родился в 1448 году в Центральной Азии (возможно, в Самарканде), образование получил в Багдаде. В разное время служил правителям Демака, Бантама и, возможно, других индонезийских государственных образоваий того времени.
22 июня 1527 года войска под его командованием захватили Сунда-Келапу, одержав победу над португальским флотом, где португальцы собирались создать форт, после чего город был переименован в Джаякарта («город победы», до 1619), затем, до 1942 года — Бата́вия. Ныне Джакарта, столица и крупнейший город Индонезии.
22 июня считается официальной датой основания Джакарты и отмечается как День города.

## Память
В честь Фатахилла в Джакарте названа центральная площадь, Фатахилла-сквер и Исторический музей Джакарты, индонезийский военный корабль KRI Fatahillah (361).